# Manfred Meisel
Manfred Meisel (* 1948 in Erlenbach am Main; † 11. oder 12. November 1997 bei S’Aranjassa auf Mallorca) war ein deutscher Restaurant- und Barbetreiber. Er wurde bekannt als der Betreiber und Besitzer des Biergartens Bierkönig auf Mallorca. Am 12. November 1997 wurde er erschossen auf seiner Finca gefunden.

## Leben
Ende der 1980er Jahre entschied sich Meisel, damals Gastronom in Frankfurt am Main, seine Geschäfte auf Mallorca fortzusetzen. Gemeinsam mit seinem Geschäftspartner Gerd Nicolai wollte er zuerst die Pizzeria Andis von dem als „Wurstkönig“ bekannten Horst Abel kaufen. Eine Bekannte Meisels machte ihn auf das verwahrloste Lokal Bierkönig aufmerksam. Meisel erwarb das Lokal, nach einem Umbau erfolgte am 21. April 1990 die Eröffnung. In den folgenden Jahren nahm die Bekanntheit des Lokals zu und der Bierkönig erlangte für deutsche Touristen Kultcharakter.

## Tod
Meisel wurde gemeinsam mit seinem achtjährigen Sohn Patrick und seiner Mitarbeiterin Claudia Leisten am Morgen des 12. November 1997 auf seiner Finca bei S’Aranjassa erschossen aufgefunden. Meisels schwangere Lebensgefährtin überlebte, da sie zu der Zeit bei einer Untersuchung in Deutschland war. Die Täter konnten nicht ermittelt werden.